# Daegu
Daegu (em Coreano: 대구; 大邱) ou Taegu é uma cidade da Coreia do Sul situada no sudeste do país. Constitui uma cidade metropolitana (ver Subdivisões da Coreia do Sul), pelo que o seu nome completo é Cidade Metropolitana de Daegu (대구광역시; 大邱廣域市; Daegu Gwangyeoksi). O nome Taegu vem da anterior forma de transliteração (sistema de McCune-Reischauer): Taegu Kwangyŏksi.
A cidade é a capital da província de Gyeongsang Norte (경상북도; 慶尙北道; Gyeongsangbuk-do), apesar de não fazer parte da província. Daegu tem cerca de 2,5 milhões de habitantes e uma área de 885,62 km², sendo a quarta maior cidade da Coreia do Sul. É um centro industrial, produzindo maquinaria e têxteis. Durante o domínio japonês, entre 1905 e 1945, era designada por Taiku.

## Cidades-irmãs
- Atlanta, Estados Unidos (1981)
- Almaty, Cazaquistão (1990)
- Qingdao, China (1993)
- Belo Horizonte, Brasil (1994)
- Hiroshima, Japão (1997)
- São Petersburgo, Rússia (1997)
- Milão, Itália (1998)
- Plovdiv, Bulgária (2002)
- Taipé, República da China (2010)
- Natal, Brasil (2012)